# W★INGプロモーション
W★INGプロモーション（ウ★イング・プロモーション、レスリング・インターナショナル・ニュー・ジェネレーションズ・プロモーション）は、かつて存在した日本のプロレス団体。W★INGプロモーションの前身である世界格闘技連合W★ING（せかいかくとうぎれんごうウ★イング）、旗揚げ予定だった世界格闘技連合WMA（せかいかくとうぎれんごうダブリュー・エム・エー）についても記述している。

## 歴史

### 設立までの経緯
1991年3月から5月にかけてFMWからミスター・ポーゴ、代表の大迫和義、ブッカーの茨城清志、レフェリーの川並政嗣、リングアナウンサーの大宝拓治、CSPのビクター・キニョネスが大仁田厚との確執により退団。6月16日、キニョネスはCSPの日本支部的な位置付けとしてCSPJを設立。6月21日、世界格闘技連合W★INGを設立。メンバーはポーゴ、徳田光輝（柔道）、誠心会館の齋藤彰俊（空手）、S.A.W.の木村浩一郎（総合格闘技）、三宅綾、鶴巻伸洋、S.A.W.の保坂秀樹、フリーの力王（総合格闘技）。8月7日、後楽園ホールで旗揚げ戦を開催。徳田、齋藤、木村を「格闘三兄弟」と命名して3人を軸とした格闘技路線に加えて、茨城とキニョネスがブッキングした外国人選手によるデスマッチが絡む図式を展開していた。

### 分裂
しかし、旗揚げ早々に分裂騒動が勃発して、かねてから経営不振に加えて茨城とキニョネスが招聘した外国人選手のギャラが嵩んだこと、格闘技主体を目指す大迫と川並、プロレス主体を目指す茨城と大宝による路線の対立が生じた。11月、大迫と川並は世界格闘技連合WMA、大迫に懲戒解雇された茨城と大宝はW★INGプロモーションを設立。大迫の動きに先んじて茨城はW★INGプロモーションの旗揚げ戦に1万ドルのギャラでミル・マスカラスの招聘を計画。世界格闘技連合W★ING選手会はW★INGプロモーションと世界格闘技連合WMAの、いずれかに参加するか二者択一を迫られて徳田と三宅がW★INGプロモーションに参加、世界格闘技連合WMAに参加を予定していた齋藤は新日本プロレス、木村はリングスに参戦、協力を約束していたとされるキニョネスとポーゴはW★INGプロモーションに寝返り、世界格闘技連合WMAには鶴巻と保坂しか参加しなかった。12月10日、マスカラスを招聘して後楽園ホールでW★INGプロモーションの旗揚げ戦を開催。
1992年1月31日、世界格闘技連合WMAは旗揚げ戦を開催する前に解散となり、保坂はPWC、鶴巻はS.A.W.に入団、川並はW★INGプロモーションに参加、大迫はプロレス業界から身を引いた。

### 全盛期
FMWを超える過激なデスマッチ路線へ進みコアなマニア層の支持を受けるようになった。2月7日、後楽園ホール大会で誠心会館の松永光弘（空手）がバルコニー席から6メートルのダイビングを見せて、人気が上昇して主軸であるデスマッチ路線のエースとして君臨。世界格闘技連合W★INGから参戦した徳田、金村らと共にキニョネスが率いるユニット「プエルトリコ軍団」のポーゴらと過激なデスマッチで抗争を繰り広げた。その一方でキニョネスのラインからメキシコなどから参戦した選手によるジュニアヘビー級路線も並立して、所属選手では戸井マサル、茂木正淑、三浦博文がジュニアヘビー級路線の中心になっていた。また、1991年から1992年まで全日本女子プロレス所属選手による提供試合が行われていた。大仁田が率いるFMWとは離脱の経緯もあり、過激なデスマッチによる興行戦争を繰り広げた。その中でもファイヤーデスマッチを巡る興行では、5月6日のFMWニチイ三田店駐車場特設会場大会で大仁田&ターザン後藤対ザ・シーク&サブゥー戦で先手を打つ形で日本で初めて行って大きな話題になった。しかし、予想以上に炎の勢いが強すぎて選手が酸欠状態になり、シークが大火傷を負うなど試合は不成立になった。W★INGプロモーションはファイヤーデスマッチ危険性を逆手にとって宣伝として、8月2日の船橋オートレース場駐車場特設会場大会でポーゴ対松永によるファイヤーデスマッチを強行して5千人近い観衆を集めた。FMWの失敗を受けて方法を見直してリングサイドにプロパンガスを使用した鉄板が置かれて、コーナーには花火を噴射する仕掛けに変更。リングサイドでの攻防ではポーゴが松永の右足を鉄板に押し付けるなど標榜していた「人間焼肉デスマッチ」の名の通りになった。さらに5月7日の後楽園ホール大会でポーゴ対ジェイソン・ザ・テリブルによる日本棺桶デスマッチ、12月20日の戸田市スポーツセンター大会「旗揚げ1周年記念興行」で松永対レザーフェイスによる五寸釘デスマッチなど過激なデスマッチ路線に拍車を掛けた。また、8月15日の川崎市体育館大会でIWA世界ヘビー級王者のマスカラス、UWA世界ヘビー級王者のエル・カネックによるダブルタイトルマッチが行われて結果は両者反則（レフェリーが両者に巻き込まれてダウン）で同時防衛に成功。試合終了後、観客からブーイングが起きた。12月31日、京都大学西部講堂でプロレス界初の大晦日興行を開催。
外国人選手の招聘にも力を入れており、茨城とキニョネスのルートでマスカラスを筆頭にジプシー・ジョー、ドス・カラス、ミゲル・ペレス・ジュニア、ザ・ヘッドハンターズを招聘。また、ジョーのルートでUSWAからビル・ダンディー、ジャイアント・キマラ（初代）、エディ・ギルバート（ブギーマン）、トム・プリチャード、ザ・ムーンドッグス（ムーンドッグ・スパイク&ムーンドッグ・スプラット）、ダグ・ギルバート（フレディ・クルーガー）を招聘。マスカラス兄弟やカネック、ジョーをはじめ、ワフー・マクダニエル、イワン・コロフ、ディック・マードック、マスクド・スーパースターなどビッグネームの招聘も実現させている。

### 放漫経営による崩壊
過激なデスマッチと豪華な外国人選手路線で上昇ムードだったが、茨城の経営は放漫そのものであり度々問題を起こしていた。試合開始時間が予定よりも30分以上遅れるのが常態化していたのもさることながら、茨城によるギャラの未払いや借金の踏み倒しは有名で全試合終了後、駐車場で選手たちに詰め寄られている姿が専門誌に掲載されたほどである。
1993年、この様な経営状態もあってか1月に戸井、4月に三浦が退団、無断欠場を続けていた徳田が解雇、FMWの引き抜き工作によって7月にポーゴが退団、8月25日に松永が離脱、12月に島田宏が退団して選手層の薄さは明白となってフリーの邪道、外道、荒谷信孝、他団体所属選手などに依存せざる得なかった。一説には契約書すら存在していない状態だったと言われている。その様な中で10月31日の小田原駅前旧市営球場大会で金村キンタロー&中牧昭二組対邪道&外道組によるスクランブルファイヤーデスマッチでセコンドの非道（邪道&外道組のセコンド）がリング中央で点火したところに邪道が金村にパワーボムを仕掛けて、その炎に背中を叩きつけられた金村は大火傷を負って3ヵ月半欠場すると、その傾向が顕著な形になった。代表的な例として12月2日の駒沢オリンピック公園体育館大会「旗揚げ2周年記念興行」をIWA格闘志塾（鶴見五郎）、PWC（高野拳磁）、SPWF（仲野信市、三浦、丸山昭一、ホッパーキング）によるインディー団体（レスリングユニオンの加盟団体）の協力を得て開催。
1994年2月11日、後楽園ホール大会を最後にフリーでありながら主軸になっていた邪道と外道が離脱してマッチメイクにも苦慮するようになる。2月15日、後楽園ホール大会で金村対非道によるスクランブルハングハウスデスマッチ（金村が負ければ3ヶ月出場停止、非道が負ければ追放）が行われて敗れた非道は追放された。3月9日、後楽園ホール大会を最後に茂木が退団。3月13日、アメニティトライアル多摩21大会直後、完全に金銭面で行き詰まった茨城が失踪する事態が起きて自然消滅の形で崩壊。また、4月26日に後楽園ホール大会を開催する予定だったが茨城の失踪したため中止になった。4月8日、茨城と共に二人三脚体制で支えてきたキニョネスはIWAの日本支部的な位置付けとしてI.W.A.JAPANを設立して残された所属選手の救済に当たった。

## 名称及び分類
世界格闘技連合W★ING
1991年8月7日、後楽園ホールで旗揚げ戦を開催。11月19日、分裂騒動により解散。
W★INGプロモーション
1991年12月10日、後楽園ホールで旗揚げ戦を開催。1994年3月13日、茨城清志の放漫経営により崩壊。W★INGが1番充実していた時期で「W★ING」と言えば、この時期を指す。
W★ING同盟
1994年9月7日、FMW札幌中島スポーツセンター大会でミスター・ポーゴ、松永光弘、金村ゆきひろ、保坂秀樹、非道が結成したユニット（後に戸井マサルと闘龍が加入）。10月9日、FMW東京テレシアター大会でW★ING同盟主催という形で復活興行を開催。しかし、FMW所属選手が参戦して元W★ING所属選手の何人かは参戦しなかったため、FMW枠内の興行という意味合いが強くW★ING同盟名義の興行とは別枠で考えられる場合が多い。1995年5月17日、FMW深谷市民体育館大会で金村がリングネームを「W★ING金村」に改名。大仁田厚が引退後の新生FMWとは一時期共闘関係にあった。10月、ポーゴが離脱。1996年3月、松永が離脱。1997年9月28日、FMW川崎球場大会で「W★ING」の名前を賭けて金村はFMWに復帰した大仁田と対戦して敗退。W★ING同盟は大仁田が率いるFMWの団体内団体「ZEN」に吸収されて金村はリングネームを「金村ゆきひろ」と再改名したため消滅。
2013年11月10日、アパッチプロレス軍道頓堀アリーナ大会で金村が一夜限定で「W★ING金村」のリングネームを復活させて保坂とユニット「W★ING軍」を結成して、金村&保坂組（W★ING軍）対大仁田&黒田哲広組（FMW軍）によるノーロープ有刺鉄線デスマッチが行われた。
W★ING
1995年3月25日、茨城が復活させて東京テレシアターでECWからサンドマン、ジョニー・グランジ、ロッコー・ロックを招聘して旗揚げ戦を開催。しかし、ECW所属選手に対抗できる日本人選手がいなかった。その後、活動休止。
新生W★ING
1996年6月12日、茨城が復活させて後楽園ホールでFMWから中川浩二、黒田哲広、田中正人らが参戦して旗揚げ戦を開催。その後、活動休止。
真正W★ING
1997年6月26日、茨城が復活させて成田市体育館でAAAからヘビー・メタルらを招聘してルチャリブレ主体による旗揚げ戦を開催。しかし、ルチャリブレをメインとしたことでデスマッチが組めなかった。その後、活動休止。
新W★ING
2009年5月29日、茨城が復活させて新木場1stRINGで橋本友彦、佐藤耕平らが参戦して旗揚げ戦を開催。その後、活動休止。
W★INGレディース
2013年9月23日、アイスリボンの支援を受けて信州プロレスアリーナで女子プロレス主体による旗揚げ戦を開催。その後、アイスリボンが関わっている信州ガールズプロレスリングとの兼ね合いもあって活動休止。

## タイトル
- W★ING認定世界ヘビー級王座
- W★ING認定世界タッグ王座
- W★ING認定世界ジュニアヘビー級王座

## 最終所属選手
- 三宅綾（NOWに入団）
- 金村ゆきひろ（I.W.A.JAPANに参戦）[注釈 12]
- ジ・ウィンガー（I.W.A.JAPANに入団）
- 中牧昭二（I.W.A.JAPANに入団）
- 覆面太郎（2代目）（現：篠眞一）（レッスル夢ファクトリーに入団）
- 小野浩（現：小野浩志）（I.W.A.JAPANに入団）

## レギュラー参戦選手
- キム・ドク（UWAに参戦）[注釈 13]
- 邪道（WARに入団）
- 外道（WARに入団）
- 松永光弘（FMWに参戦）
- 木村浩一郎（リングスに参戦）
- 齋藤彰俊（新日本プロレスに参戦）
- 保坂秀樹（PWCに入団）
- 平野勝美（新格闘プロレスに入団）
- 松崎和彦（IWA流山に入団）
- 荒谷信孝（現：荒谷望誉）（I.W.A.JAPANに入団）[注釈 14]

## スタッフ

### レフェリー
- 川並政嗣
- 畑山和洋

### リングアナウンサー
- 大宝拓治
- 後藤由紀子

## 歴代所属選手
- ミスター・ポーゴ（FMWに入団）
- 徳田光輝（解雇→西日本プロレスに入団）
- 鶴巻伸洋（S.A.W.に入団）
- 戸井マサル（現：戸井克成）（PWCに入団）
- 島田宏（SPWFに入団）
- 茂木正淑（SPWFに入団）
- 三浦博文（SPWFに入団）
- 非道（旧：高山秀男、現：BADBOY非道）（追放→新格闘プロレスに入団）
- 小坪弘良（プロフェッショナルレスリング藤原組に練習生として移籍した後に再デビュー）

## 来日外国人選手

### 男子選手
- イワン・コロフ
- エル・カネック
- エル・テハノ
- カオス
- カルロス・ホセ・エストラーダ
- ケビン・サリバン
- ゴリアス・エル・ヒガンテ
- クラッシュ・ザ・ターミネーター
- クリプト・キーパー（英語版）
- ザ・グラップラー
- ザ・ヘッドハンターズ（ヘッドハンターA&ヘッドハンターB）
- ザ・ムーンドッグス（ムーンドッグ・スパイク&ムーンドッグ・スプラット）
- ジ・アイスマン（英語版）
- ジェイソン・ザ・テリブル
- ジプシー・ジョー
- ジミー・バックランド
- ジャイアント・キマラ（初代）
- シルバー・キング
- スーパー・インベーダー
- タズマニアック
- ダニー・デービス（英語版）
- チータ・キッド（英語版）
- TNT
- ディック・マードック
- ドス・カラス
- トム・プリチャード
- ニュー・ジェイソン・ザ・テリブル
- バッシュ・ザ・ターミネーター
- ハリス・ブラザーズ（ロン・ハリス&ドン・ハリス）
- ビル・ダンディー
- フィッシュマン
- ブギーマン
- フレディ・クルーガー
- マスクド・インフェルノ
- マスクド・スーパースター
- ミゲル・ペレス・ジュニア
- ミル・マスカラス
- リップ・ロジャース
- レザーフェイス（初代）
- ワフー・マクダニエル

### 女子選手
- スレイマ
- マルタ・ビジャロボス

## 来日外国人関係者
- ビクター・キニョネス（マネージャー、ブッカー）[注釈 15]

## 関連書籍
- 著：竹内宏介 日本スポーツ出版社『プロレス虚泡団体の真実』1998年10月1日 ISBN 4-930943-12-4